# Сирень Вольфа
Сирень Вольфа (лат. Syringa villosa subsp. wolfii) — подвид деревянистых растений вида Сирень мохнатая (Syringa villosa) рода Сирень (Syringa) семейства Маслиновые (Oleaceae), распространённый в России (Приморский край), Корее и Китае (провинции Хэйлунцзян, Гирин и Ляонин).
Названа в честь ботаника Эгберта Людвиговича Вольфа.

## Ботаническое описание
Листопадный кустарник до 6 м высоты. Крона раскидистая, густая. Ветви прямостоячие и раскидистые, покрытые серой корой. Побеги светло-зеленые, затем интенсивно буро-зеленые, голые, реже слабо опушенные, с редкими продолговатыми чечевичками. Листья 8-16 см длины, овальные или овально-эллиптические, с клиновидным основанием, на верхушке постепенно суженные, оттянуто остроконечные, сверху голые, глянцево-блестящие, интенсивно зеленые, снизу сизоватые, опушенные вдоль сильно выступающих жилок. Черешки короткие, желобчатые, пурпурно-зеленые.
Метелки 20-30 см длины и до 15 см ширины, прямостоячие, узкопирамидальные, формирующиеся из 1-3 пар верхних конечных почек на побегах текущего года и образующие сложные, прямостоячие, пирамидально-раскидистые соцветия. Цветки с сильным ароматом, напоминающим запах бирючины, палево розовато-лиловые как в бутонах, так и при распускании. Венчик 1,2-1,5 см длины и 0,4 см диаметром, со слегка расширенной кверху трубкой и широко раскрытыми, при отцветании отгибающимися назад лопастями отгиба. Тычинки и пыльники очень светлые, бледно-желтые, заключенные в длинной трубке. Цветет в июне, на 2 недели позже сирени обыкновенной, обильно, в течение 15-25 дней, плодоносит в сентябре-октябре.
Хромосомное число 2n = 46.

## Экология
Растет на рыхлых перегнойных — почвах. Сравнительно теневынослива. Представляет интерес для селекции. Размножается семенами и отводками. Образует пневую поросль и корневые отпрыски. Незасухоустойчив. Морозостоек до минус 30 °C. Обнаружена В. Л. Комаровым на Дальнем Востоке в 1897 году. В культуре с 1907 года.

## Значение и применение
Весьма декоративна, особенно в цвету. Пригодна для одиночных и групповых посадок в парках, садах и скверах, для живых изгородей.

## Синонимы
- Syringa formosissima Nakai
- Syringa formosissima var. hirsuta (C.K.Schneid.) Nakai
- Syringa hirsuta (C.K.Schneid.) Nakai
- Syringa hirsuta var. formosissima (Nakai) Nakai
- Syringa reflexa subsp. wolfii (C.K.Schneid.) S.Z.Qu & X.L.Chen
- Syringa robusta Nakai — Сирень крупная
- Syringa robusta f. glabra Nakai
- Syringa robusta f. rupestris A.I.Baranov & Skvortsov
- Syringa villosa var. hirsuta C.K.Schneid.
- Syringa wolfii C.K.Schneid.basionym
- Syringa wolfii var. hirsuta (C.K.Schneid.) Hatus.
- Syringa wolfii var. hirsuta (C.K.Schneid.) Rehder